# Třída Porter
Třída Porter byla lodní třída torpédoborců námořnictva Spojených států amerických. Lodě byly zvětšenou verzí torpédoborců třídy Farragut, postavenou v reakci na velké japonské torpédoborce třídy Fubuki. Navrženy byly pro službu v rozlehlých prostorách Pacifiku a svou architekturou připomínaly spíše křižníky. Měly zastávat roli vůdčích lodí eskader torpédoborců. Celkem bylo postaveno osm jednotek této třídy. Všechny byly nasazeny ve druhé světové válce. Jeden byl v bojích potopen. Zbylé byly po válce sešrotovány.

## Stavba

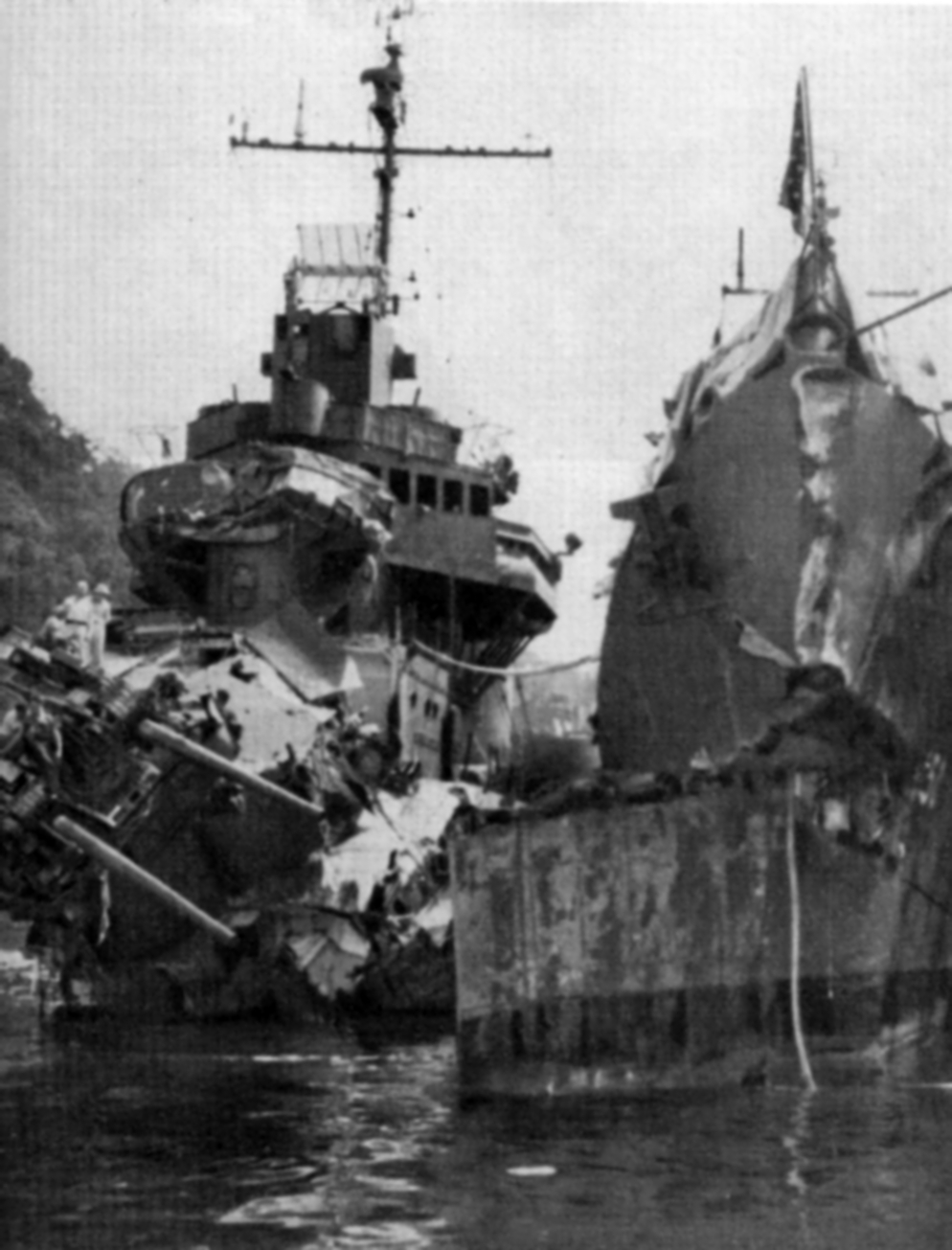
Torpédoborce USS Selfridge (DD-357) a USS O'Bannon (DD-450) těžce poškozené v říjnu 1943 v bitvě u Vella Lavella

Celkem bylo postaveno osm jednotek této třídy, objednaných ve finančním roce 1934. Původně měly být postaveny pouze čtyři, brzy na to ale prezident Roosevelt objednávku zvýšil jako součást opatření proti velké hospodářské krizi. Na stavbě této třídy se podílely loděnice New York Shipbuilding v Camdenu a Bethlehem Fore River Shipyard v Quincy. Sedm jednotek bylo zařazeno do služby v roce 1936, pouze Winslow byl dokončen v roce následujícím.
Jednotky třídy Porter:
| Jméno              | Loděnice              | Zahájení stavby | Spuštění na vodu  | Zařazena do služby | Osud                                                     |
| ------------------ | --------------------- | --------------- | ----------------- | ------------------ | -------------------------------------------------------- |
| Porter (DD-356)    | New York Shipbuilding | 1933            | 12. prosince 1935 | srpen 1936         | Dne 26. října 1942 potopen v bitvě u ostrovů Santa Cruz. |
| Selfridge (DD-357) | New York Shipbuilding | 1933            | 18. dubna 1936    | listopad 1936      | Vyškrtnut 1945.                                          |
| McDougal (DD-358)  | New York Shipbuilding | 1933            | 17. července 1936 | prosinec 1936      | Od září 1945 pomocná loď AG126.                          |
| Winslow (DD-359)   | New York Shipbuilding | 1933            | 21. září 1936     | únor 1937          | Od září 1945 pomocná loď AG127                           |
| Phelps (DD-360)    | Fore River Shipyard   | 1934            | 18. července 1935 | únor 1936          | Vyškrtnut 1947.                                          |
| Clark (DD-361)     | Fore River Shipyard   | 1934            | 15. října 1935    | květen 1936        | Vyškrtnut 1945.                                          |
| Moffett (DD-362)   | Fore River Shipyard   | 1934            | 11. prosince 1935 | srpen 1936         | Vyškrtnut 1947.                                          |
| Balch (DD-363)     | Fore River Shipyard   | 1934            | 24. března 1936   | říjen 1936         | Vyškrtnut 1945.                                          |

## Konstrukce

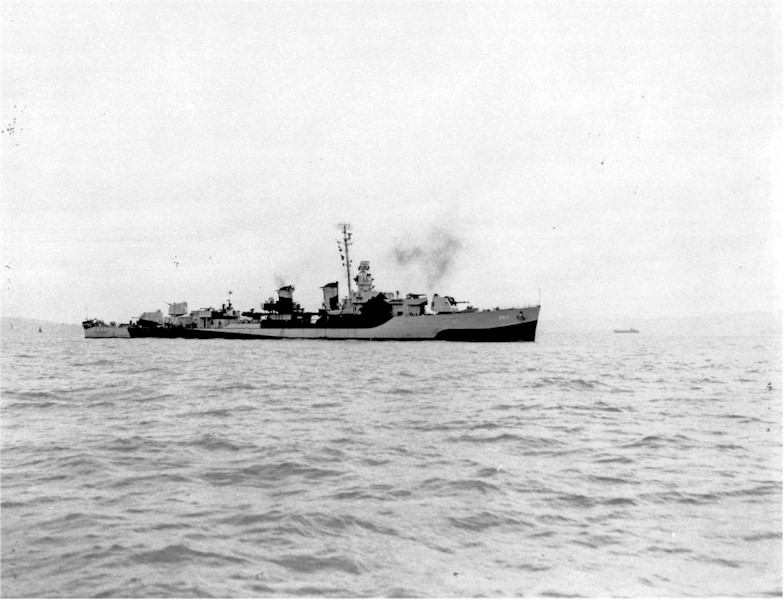
Opravený torpédoborec Selfridge s pouze jednou příďovou dělovou věží

Základní výzbroj tvořilo osm jednoúčelových 127mm kanónů ve dvoudělových věžích. Dvě stály na přídi a dvě na zádi. Protiletadlovou výzbroj představovaly dva čtyřhlavňové 28mm kanóny a dva 12,7mm kulomety. Na palubě byly též dva čtyřhlavňové 533mm torpédomety, umístěné v ose lodi. Zásoba torpéd umožňovala jedno přebití pro odpálení druhé salvy. K ničení ponorek sloužily dva spouštěče hlubinných pum. Pohonný systém tvořily čtyři kotle Babcock & Wilcox a dvě sady turbín o výkonu 50 000 hp, roztáčející dva lodní šrouby. Nejvyšší rychlost dosahovala 37 uzlů. Dosah byl 6500 námořních mil při rychlosti dvanáct uzlů.

### Modifikace
Během války byla protiletadlová výzbroj posilována a na jejím konci ji tak tvořily až dva 40mm kanóny a šest 20mm kanónů.

## Operační nasazení

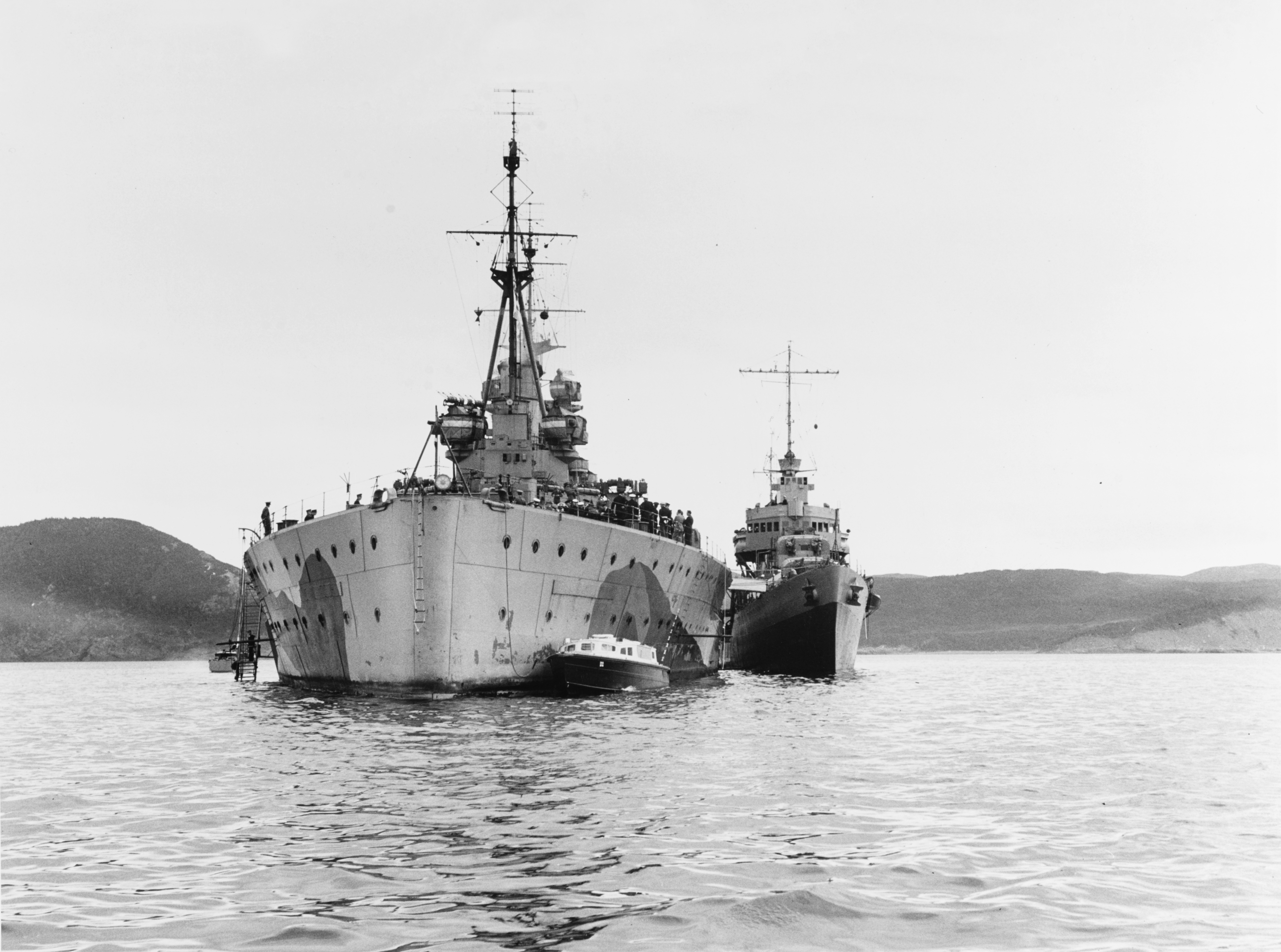
Torpédoborec USS McDougal (DD-358) kotví po boku britské bitevní lodi HMS Prince of Wales, na kterou přivezl prezidenta Roosevelta k jednání s britským premiérem Winstonem Churchillem. Newfoundland, srpen 1941.

Celá třída byla nasazena v bojích druhé světové války, přičemž před samotným vstupem USA do války byly jednotlivé lodě dislokovány dílem v Atlantiku i Pacifiku.
Torpédoborce Phelps a Selfridge kotvily v Pearl Harboru v době napadení základny japonským palubním letectvem. Balch se v dubnu 1942 účastnil Doolittlova náletu na Tokio. Phelps v květnu 1942 chránil letadlové lodě v bitvě v Korálovém moři. Byl však také lodí, která vlastními torpédy musela poslal ke dnu potápějící se USS Lexington.
Dalším nasazením byly bitva u Midway a kampaň na Šalomounových ostrovech ke konci roku 1942, v jejímž průběhu byl Porter ztracen v bitvě u ostrovů Santa Cruz. Pravděpodobně ho omylem zasáhlo torpédo z amerického torpédového bombardéru, jiné zdroje ale hovoří o japonské ponorce I-12.
Selfridge byl jedním ze dvou amerických torpédoborců těžce poškozených v říjnu 1943 v bitvě u Vella Lavella (Chevalier se navíc potopil). Japonské torpédo prakticky zcela zničilo příď lodě. Tu se sice podařilo zachránit, po rekonstrukci ale na přídi nesla již jen jednu dělovou věž. Od poloviny roku 1944 byla třída Porter používána také v roli vlajkových lodí atlantických konvojů.
Poválečná služba sedmi přeživších lodí byla krátká. Selfridge, Phelps, Clark, Moffett a Balch byly vyřazeny a sešrotovány v letech 1946–1947. McDougal byl v letech 1947–1949 cvičnou lodí a poté rovněž skončil v hutích. Jako poslední byl roku 1959 sešrotován Winslow.